# Pachycereus schottii
Pachycereus schottii är en kaktusväxtart som först beskrevs av Georg George Engelmann, och fick sitt nu gällande namn av David Richard Hunt. Pachycereus schottii ingår i släktet Pachycereus och familjen kaktusväxter. Inga underarter finns listade i Catalogue of Life.

## Bildgalleri

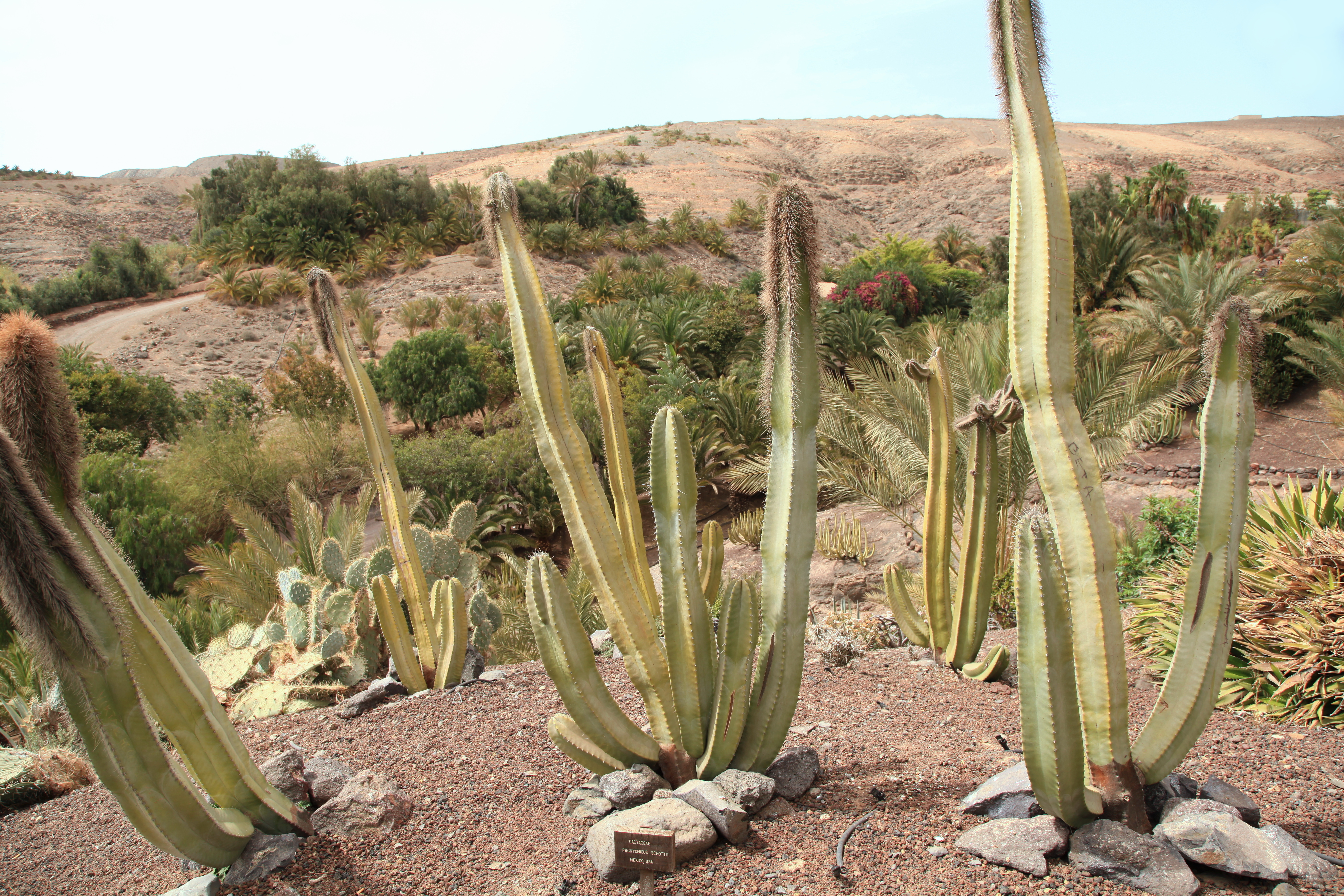
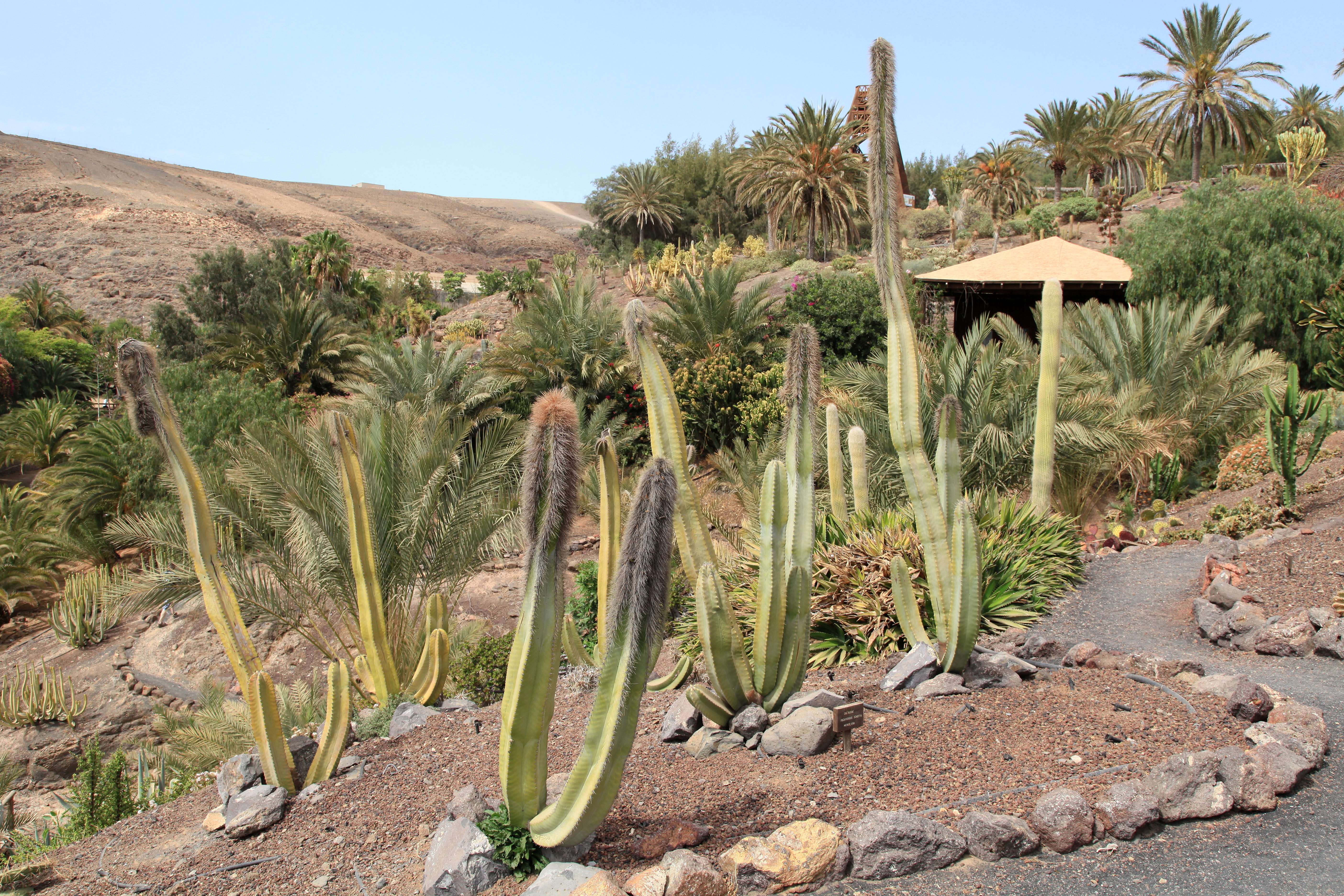
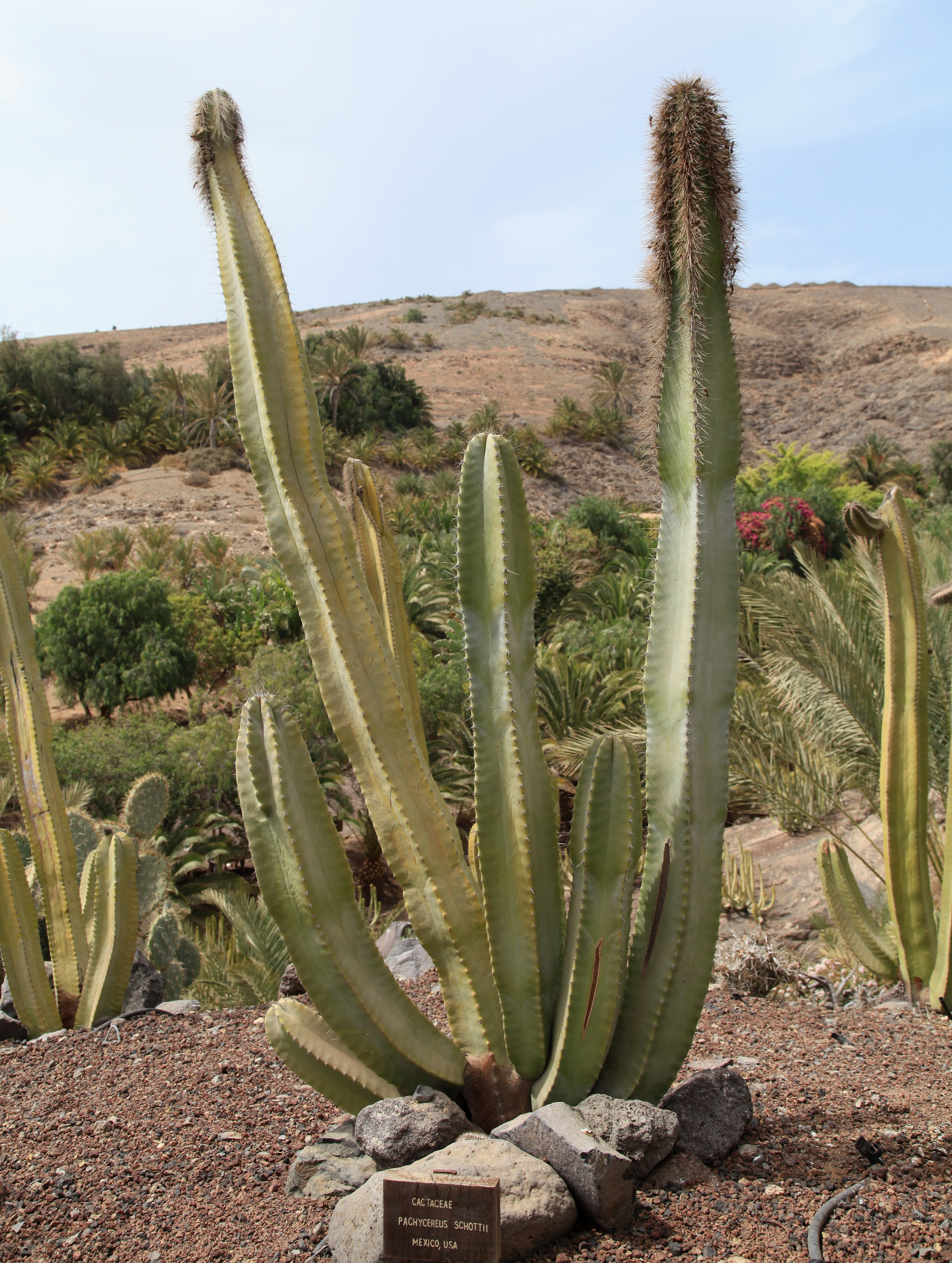
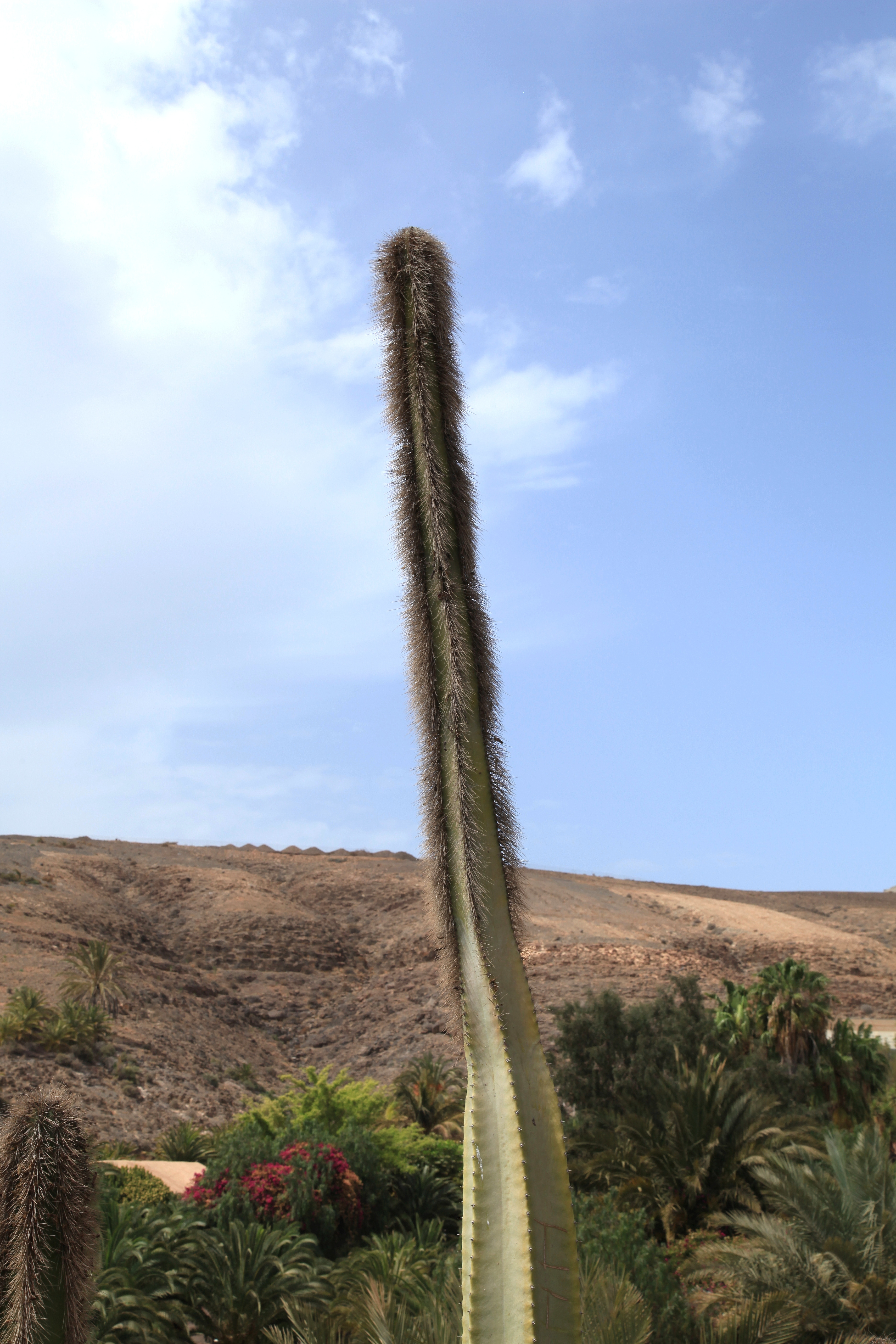
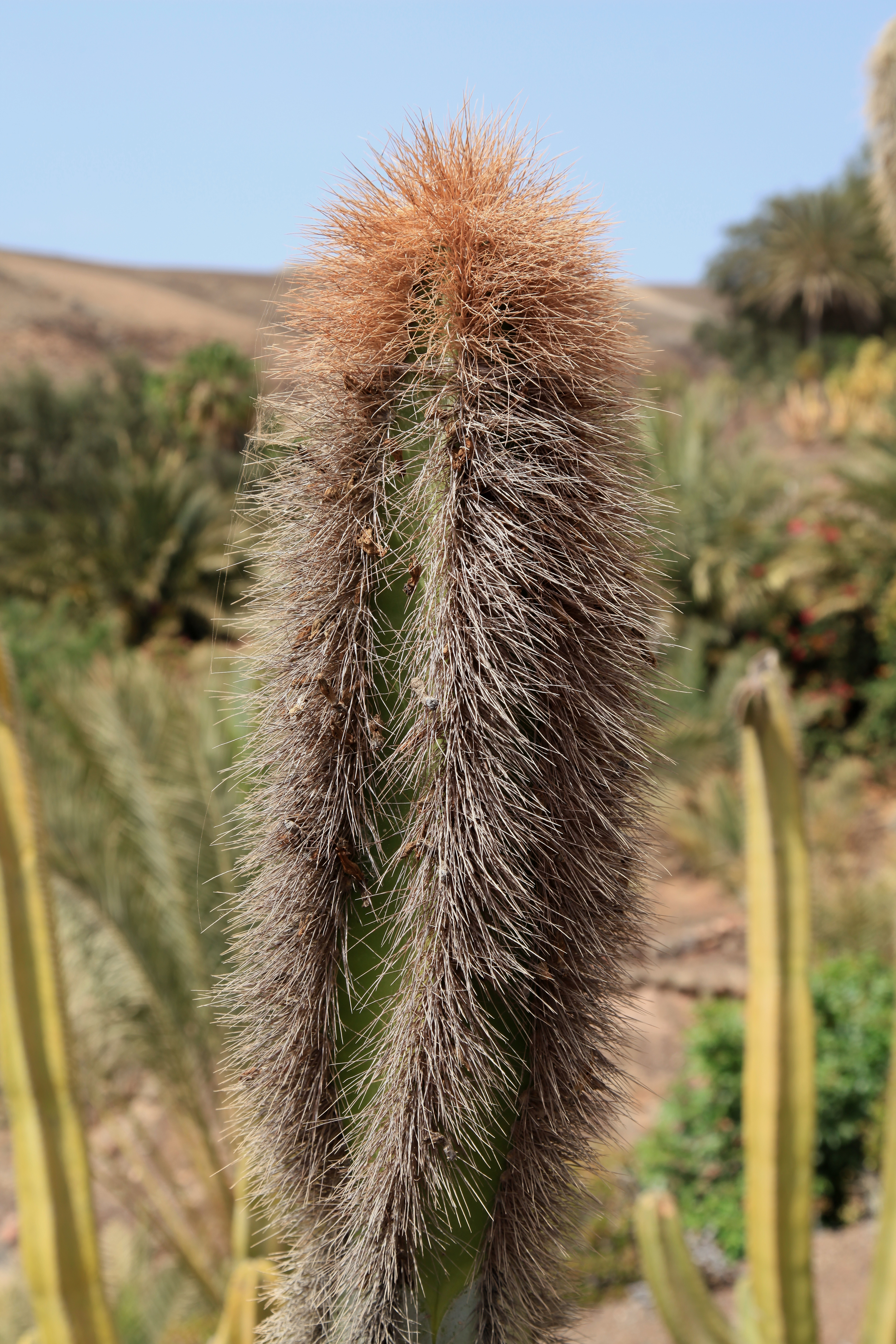
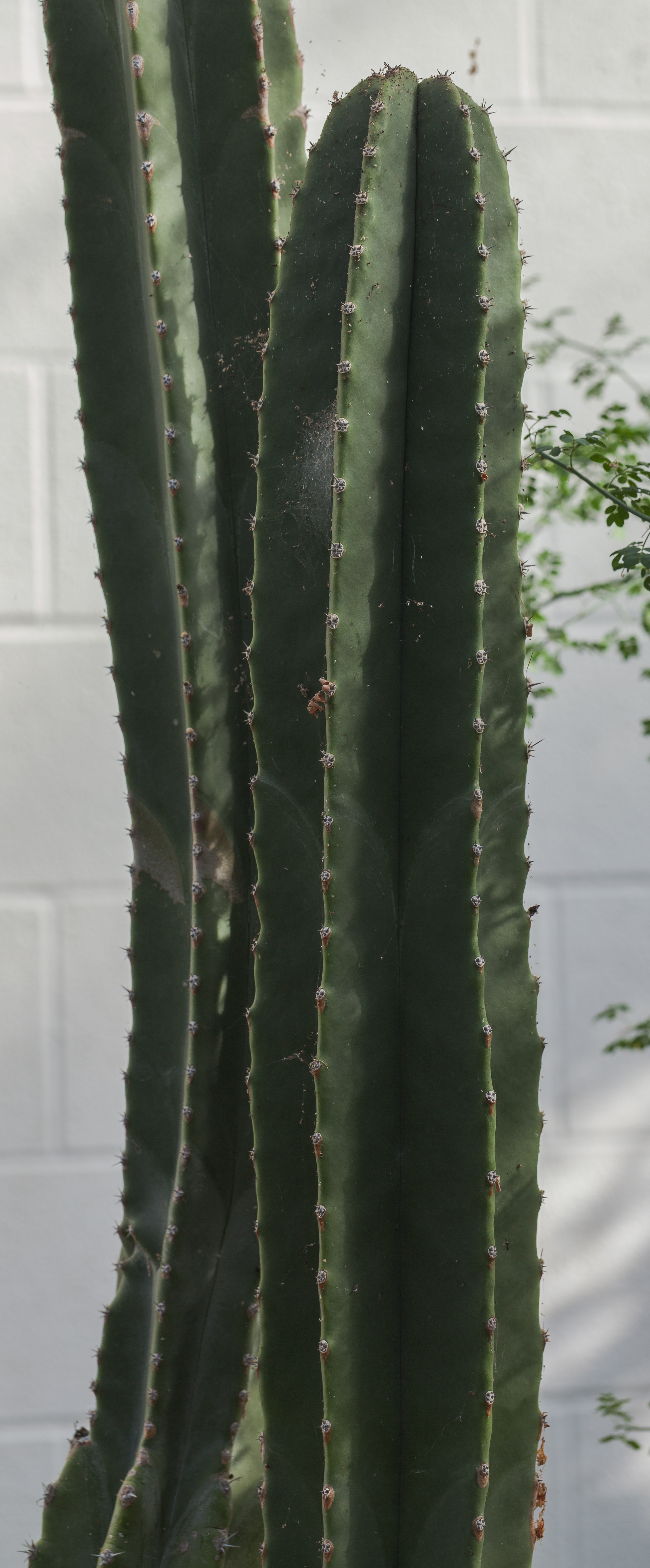